# Heptathela tomokunii
Heptathela tomokunii is een spinnensoort uit de familie Liphistiidae. De soort komt voor in Vietnam.